# سان فيتو آل تاليامنتو
سان فيتو آل تاليامنتو (بالإنجليزية: San Vito al Tagliamento)‏، هي بلدية في كيان لامركزي إقليمي لمقاطعة بوردينوني، في منطقة فريولي فينيتسيا جوليا في إيطاليا، وتقع على بعد حوالي 80 كم شمال غرب ترييستي وحول 20 كم جنوب شرق بوردينوني.

## المعالم الرئيسية

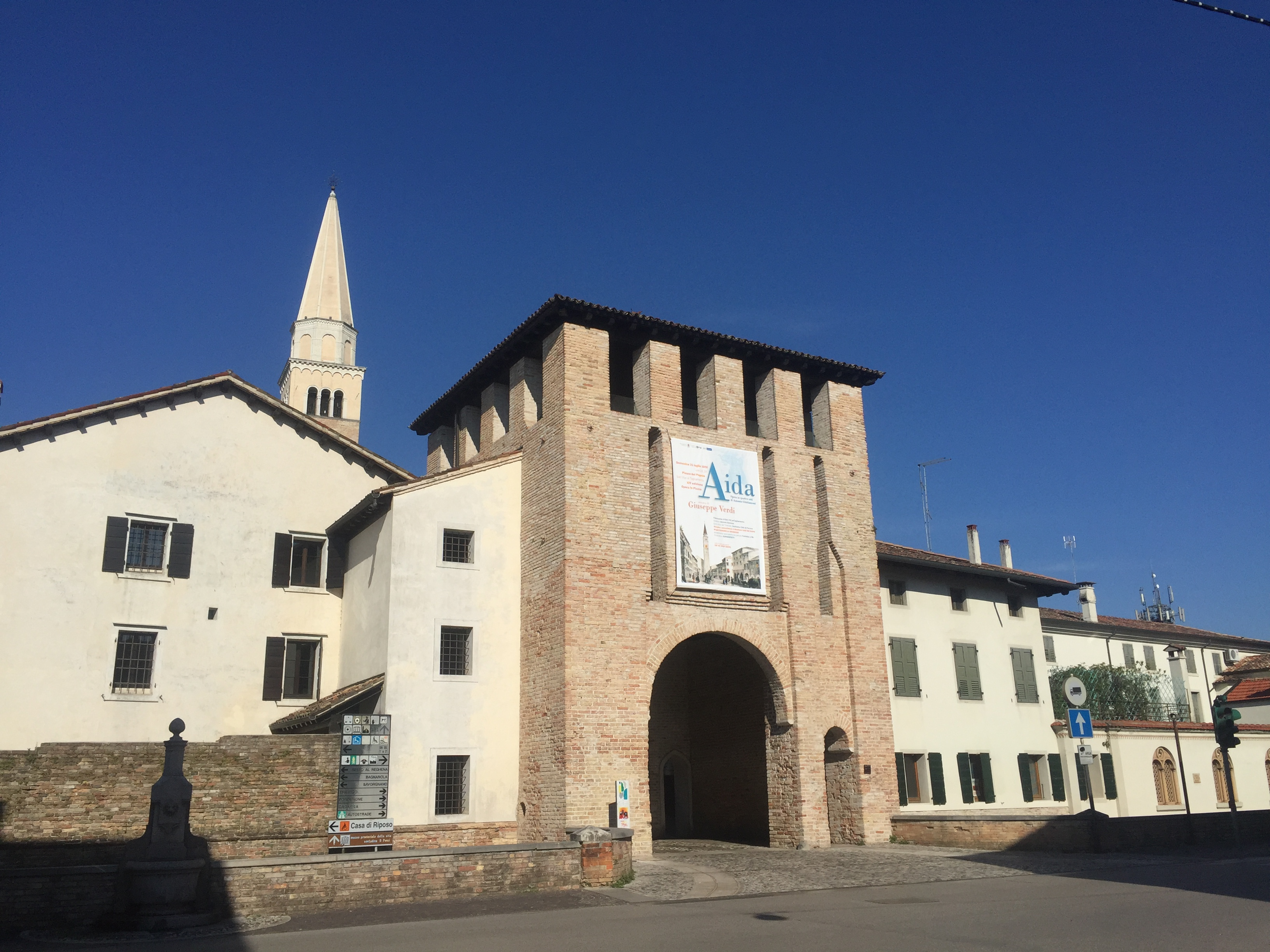
البرج الشرقي (القرن الثالث عشر)

تعد البلدة من العصور الوسطى وتقع على الضفة اليمنى لنهر تاليامنتو.
تشمل المعالم الرئيسية:
- ثلاثة أبراج من أسوار القرون الوسطى، أحدها يحتوي على متحف أثري صغير
- كنيسة سان لورينزو (1479)
- كنيسة سانتا ماريا دي باتوتي، التي تضم أعمالًا للفنانين بومبونيو أمالتيو وجيوفاني أنطونيو بيلاتورتي
- قصر روتا، وهو الآن دار البلدية
- كاتدرائية المدينة، وتحتوي على ثلاثية فنية من أندريا بيلونيلو وأعمال لأمالتيو وغاسبار ديزياني وبادوفانينو

## العلاقات الدولية

### المدن التوأمة
سان فيتو آل تاليامنتو توأمة مع:
- فرنسا ريكسايم، فرنسا
- ألمانيا شتادلون، ألمانيا
- هنغاريا ناجاتاد، هنغاريا
- النمسا سانت فايت آن دير غلان، النمسا

## شخصيات بارزة
- أنطونيو ألتان (نهاية القرن الرابع عشر – 1450)، أسقف ومبعوث بابوي
- بومبونيو أمالتيو (1505–1588)، رسام
- باولو ساربي (1552–1623)، ديني، لاهوتي، مؤرخ وعالم
- أنطون لازارو مورو (1687–1764)، رجل دين وعالم طبيعي
- بيترو أنجيلو كريستوفولي (1841–1920)، جندي في جيش جوزيبي غاريبالدي
- زيفيرينو تومي (1905–1979)، سياسي، سيناتور، وعمدة سابق
- كلاوديو فوغولين (1872–1945)، مؤسس مشارك لشركة لانشيا
- فيديريكو موراسوتي (1876–1954)، رجل أعمال ومحسن
- أرنالدو موسوليني (1885–1931)، صحفي وسياسي، شقيق بينيتو موسوليني، وكان معلمًا في سان فيتو.
- ريكاردو كاسين (1909–2009)، متسلق جبال
- كارلو توليو ألتان (1916–2005)، أنثروبولوجي، عالم اجتماع وفيلسوف
- فرانكو كاستيلانو (1957)، ممثل
- أندريا سيسل (1969)، لاعب كرة سلة
- فيليبو كريستانتي (1977)، لاعب كرة قدم
- برايان كريستانتي (1995)، لاعب كرة قدم
- ماسيمو دوناتي (1981)، لاعب كرة قدم
- ميليسا كومين دي كانديدو (1983)، لاعبة تزلج على الجليد
- جيوسيبي إنريكو غاستالدي (تاريخ غير معروف)، عالم زراعة
- كارلو بيغورير (1955)، سياسي، سيناتور منذ 2006
- ألبرتو فاسولو (1976)، مخرج سينمائي
- أليساندرو كومودين (1982)، مخرج، كاتب سيناريو ومصور فوتوغرافي[4]

## معلومات إضافية
- درّس شقيق بينيتو موسوليني في سان فيتو آل تاليامنتو لعدة سنوات، أولاً في غليريس ولاحقاً في معهد فالكون-فيال.
- في سان فيتو آل تاليامنتو، يوجد لوحة معجزة للسيدة العذراء المعروفة بـ"مادونا دي روزا" التي توجها البابا ليون الثالث عشر كـ"ملكة وحامية" لأهل تاليامنتو.

## معرض الصور

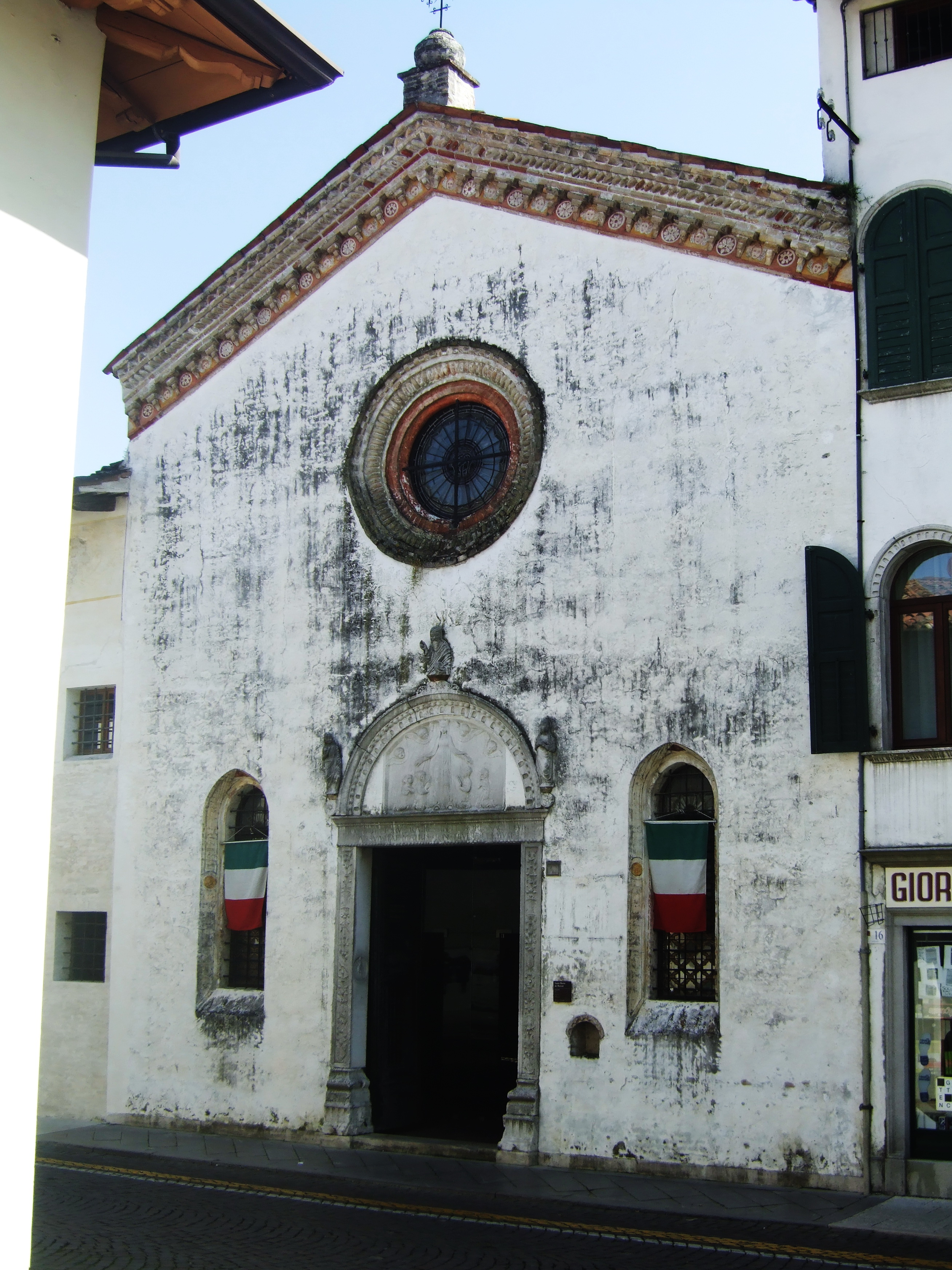
كنيسة سانتا ماريا دي باتوتي
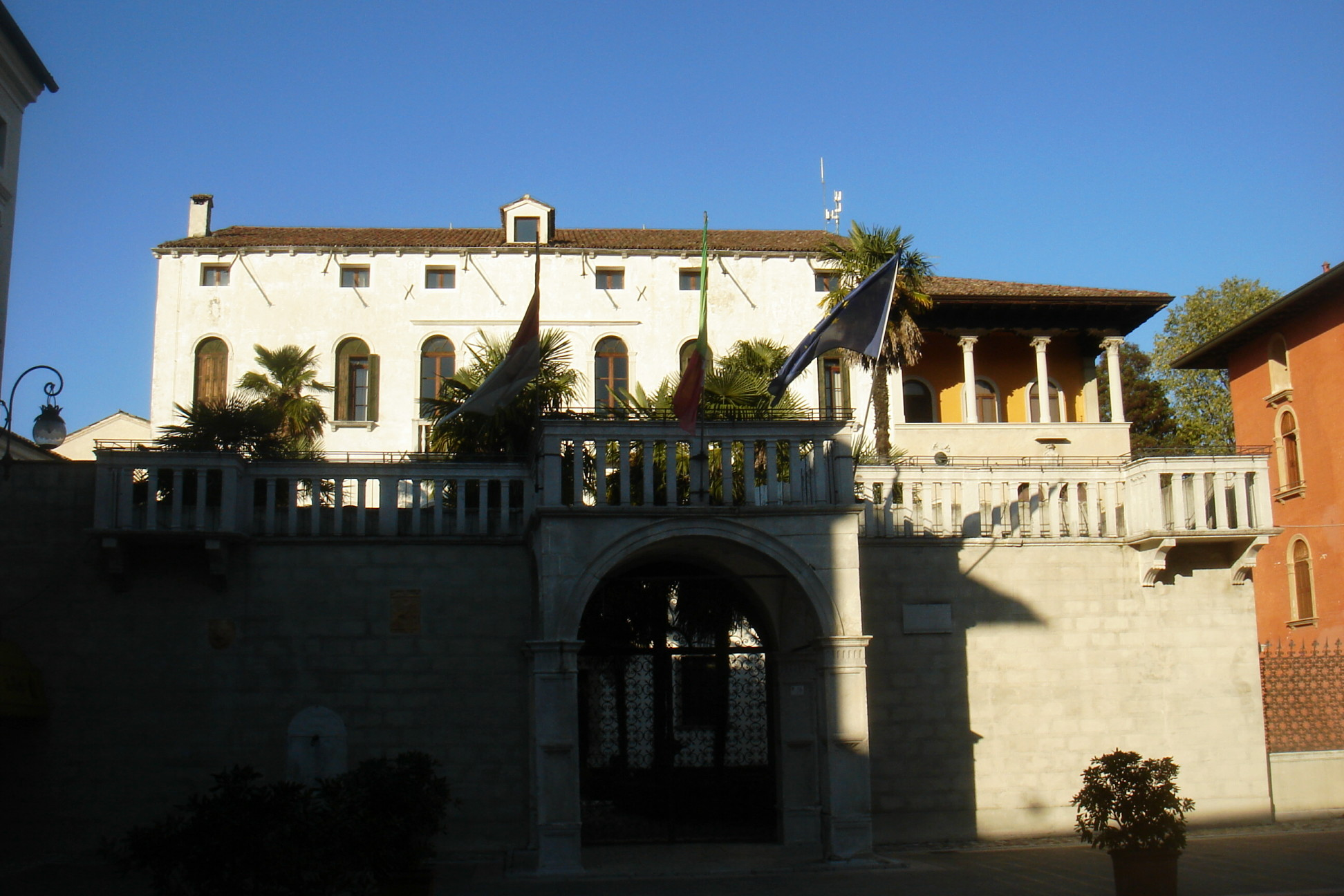
قصر روتا (دار البلدية) في ساحة ديل بوبولو
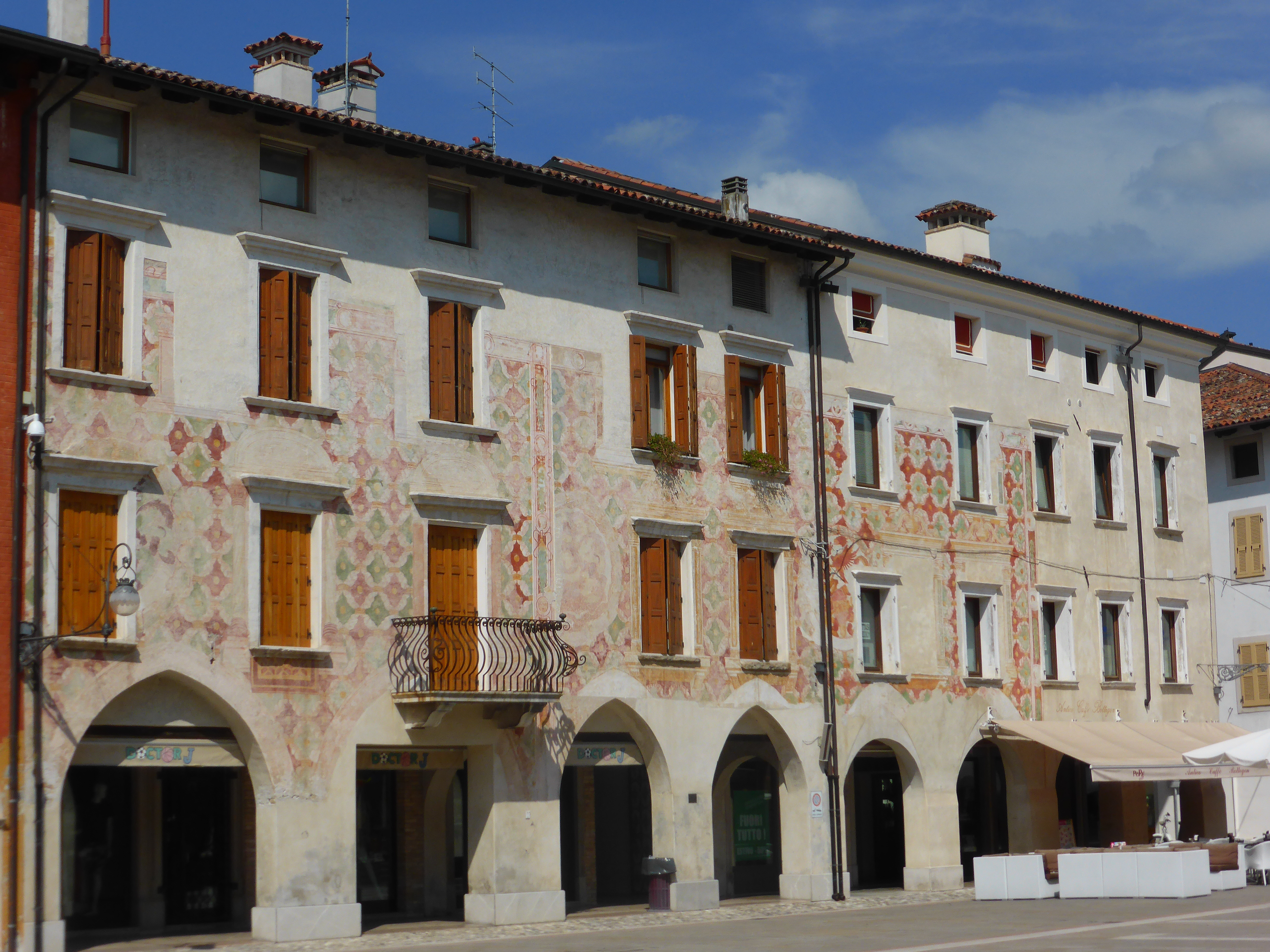
قصور مزخرفة على الجانب الشمالي الشرقي من ساحة ديل بوبولو
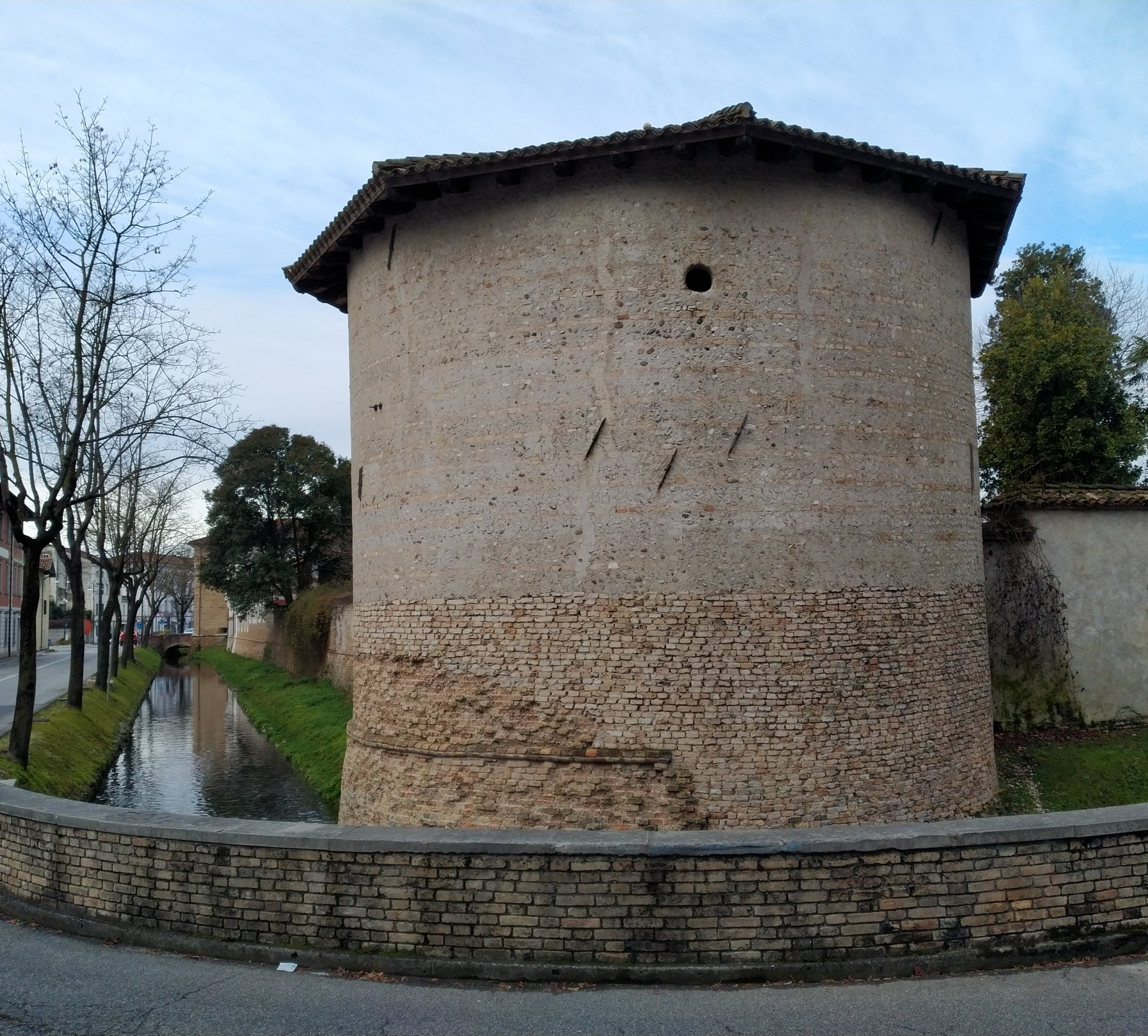
برج في الركن الجنوبي الشرقي من الأسوار (القرن السادس عشر)
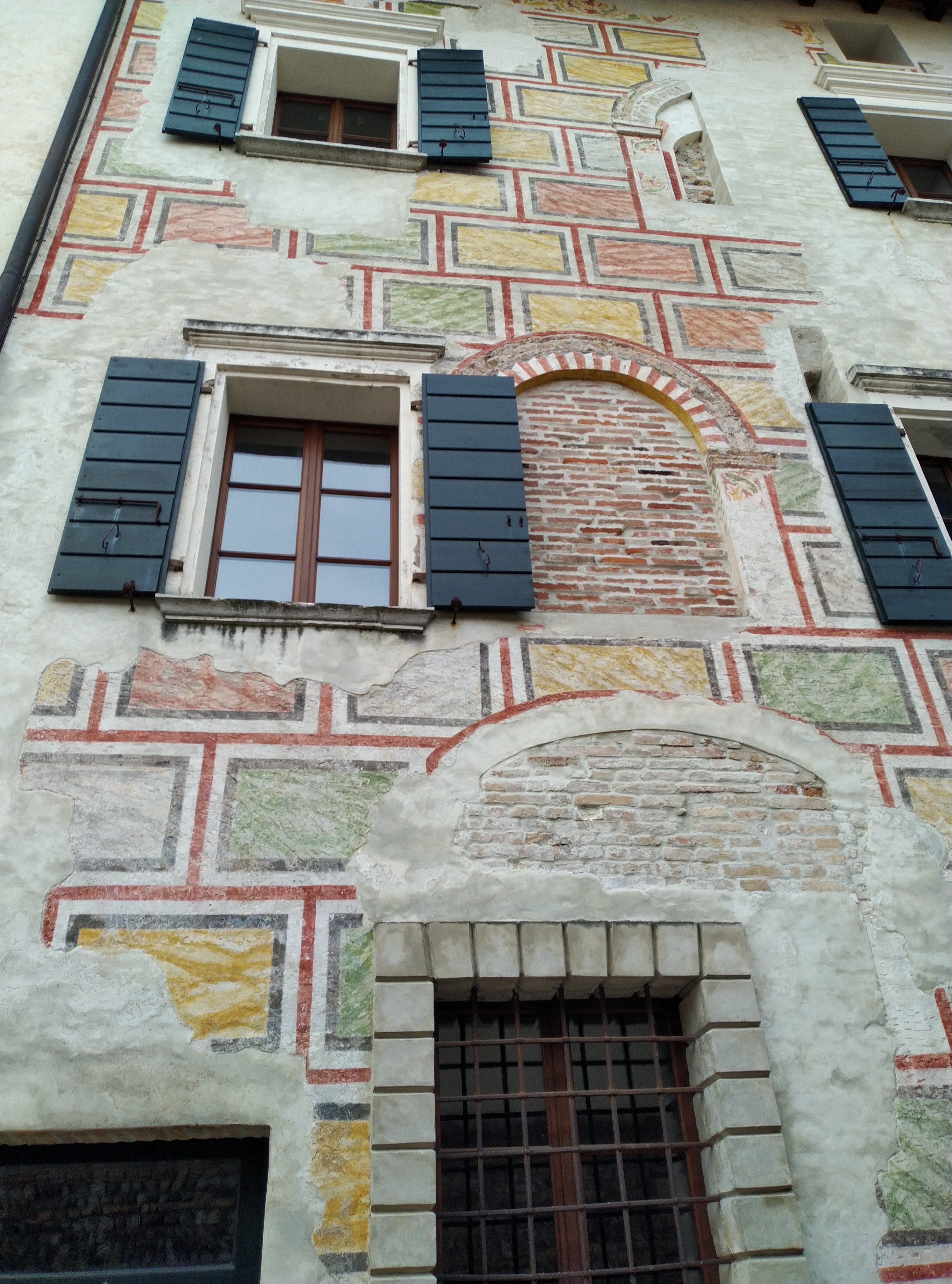
قصر القلعة القديمة – تفاصيل الزخارف على الجدار الشمالي الغربي
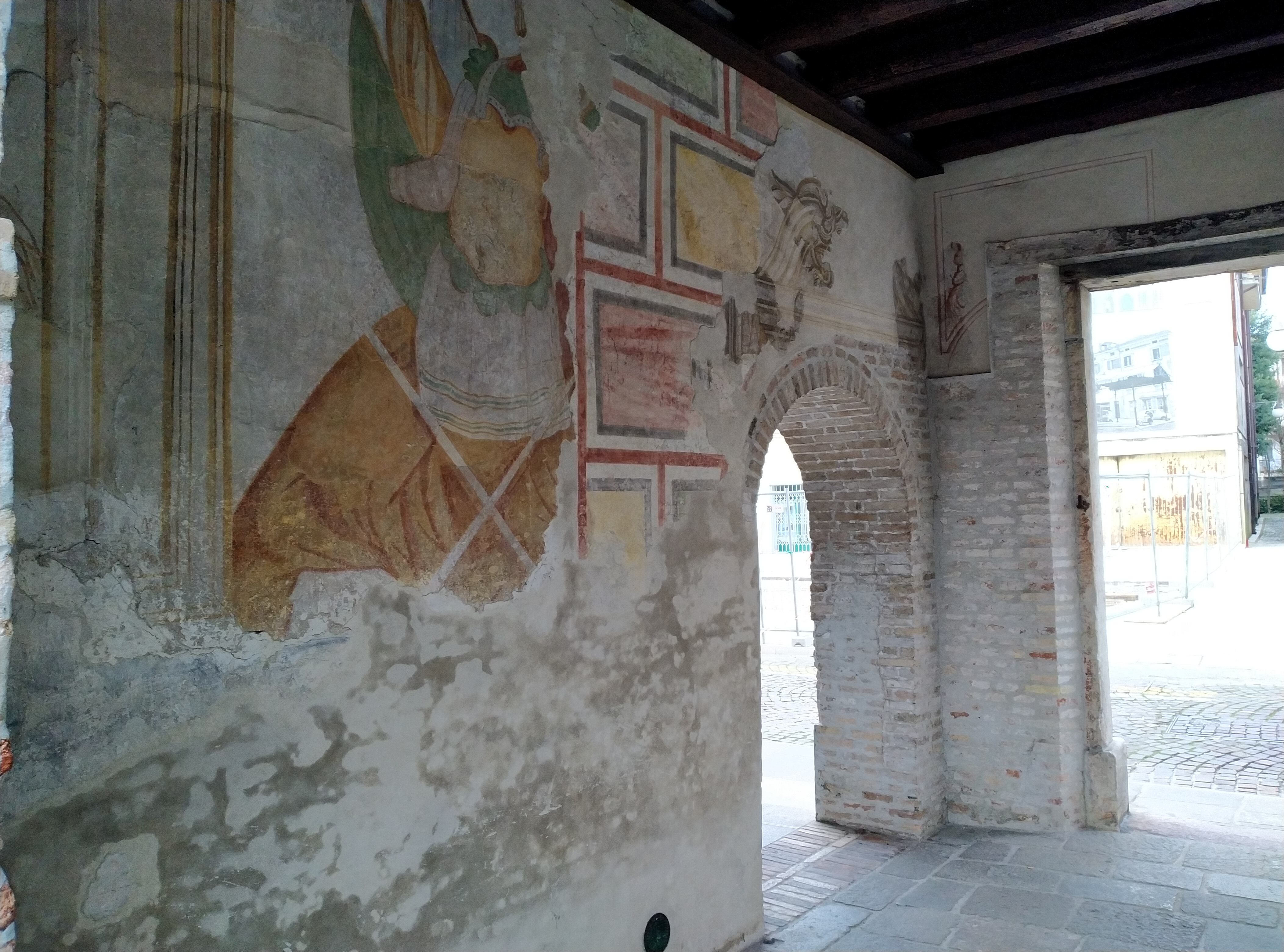
صالة مزخرفة في الزاوية الشمالية الغربية لقصر القلعة القديمة

## وصلات خارجية
- الموقع الرسمي
- صفحة على موقع تنمية السياحة في منطقة فريولي فينيتسيا جوليا باللغة الإنجليزية